# 이란의 음악

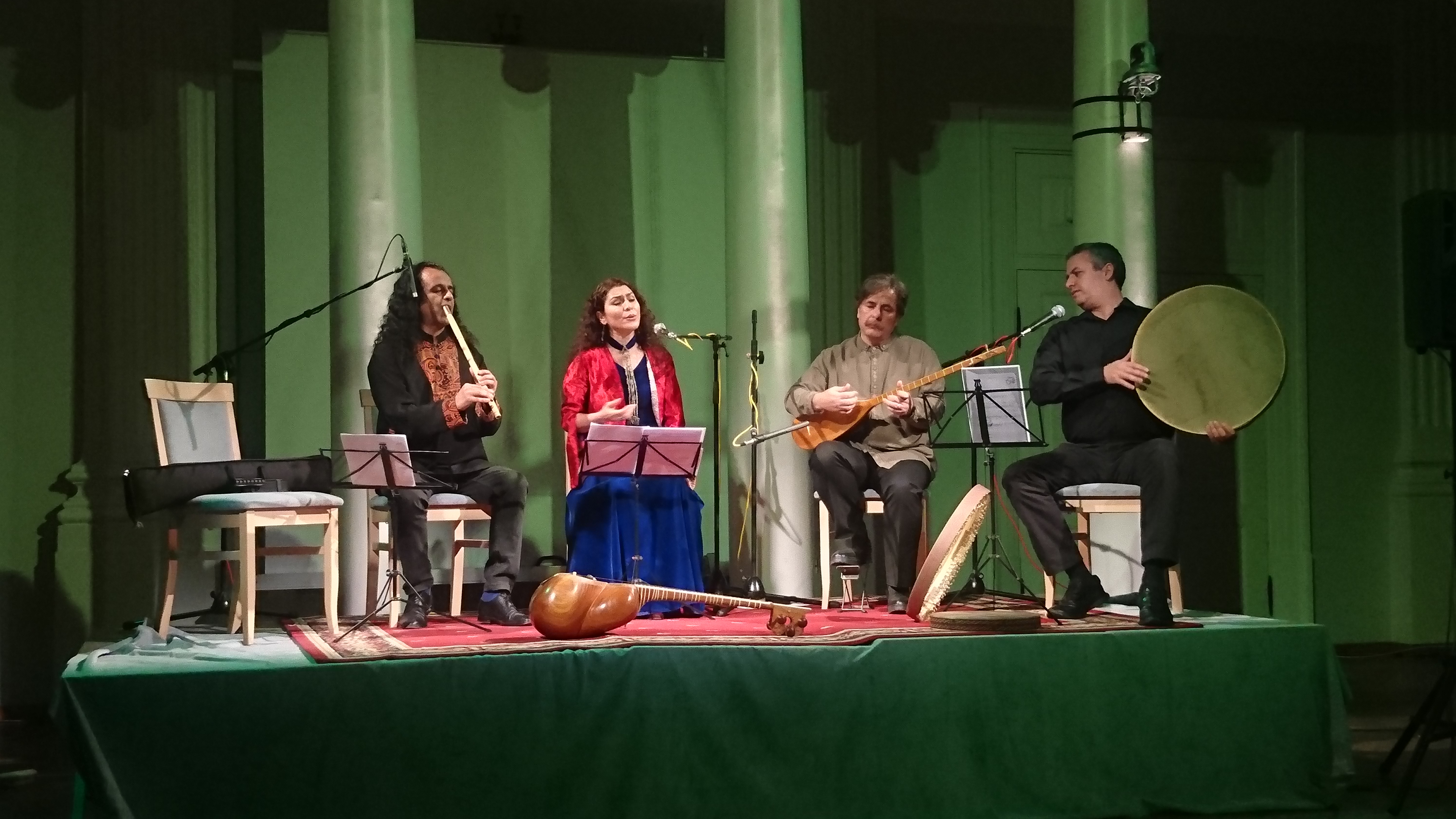
《2018년 동서양 음악축제》에 참여한 이란 전통음악 밴드 기안 트리오

이란의 음악은 이란에서 만들어지고 향유하는 음악으로 이란 민속음악, 페르시아 전통음악과 같은 전통문화와 함께 근대 이후 전파된 재즈, 록, 힙합과 같은 형식의 이란 대중음악을 아우른다.
전통적인 이란의 음악은 아랍, 투르크와 같은 인근 문화와 영향을 주고 받았으며 16세기 무굴 제국의 팽창과 함께 인도 음악에 영향을 주었다.

## 역사

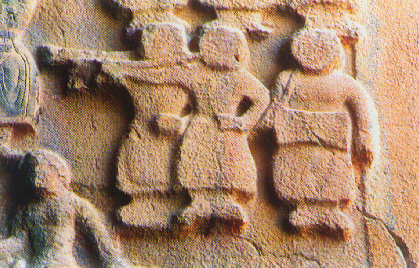
악기를 연주하는 여성을 나타낸 사산 제국의 부조

### 이란 전통음악의 발전
이란은 아주 오래 전부터 여러 문명이 흥망성쇠를 거듭하여 온 곳이다. 이란의 고대 문명인 엘람의 유물 가운데에는 금, 은, 동으로 만든 나발이 발견되기도 하였다.
사산 제국 시기 발전한 궁정 음악인 사산 음악은 비교적 기록이 잘 남아 있는 편이다. 사산 제국의 샤들은 왕실에 전용 악사들을 고용하였고 왕을 위한 악사를 특별히 호니여가르라고 불렀다. 사산 제국의 황금기를 이룬 호스로 2세는 타크 보스탄에서 뱃놀이를 즐기며 악사를 대동하였다고 한다. 호스로 2세의 호니여가르였던 음유시인 바르바드는 그 후로도 오랫동안 페르시아를 대표하는 음악가 가운데 한 명으로 꼽혔다.
이슬람의 페르시아 정복 이후 이슬람의 영향을 받아 이란의 전통 음악 체계가 갖추어졌다. 이 무렵 이슬람은 서쪽으로는 스페인의 안달루시아에서 동쪽으로 파키스탄까지 광대한 이슬람 세계를 구축하였고 음악 역시 이러한 영향을 받아 안달루시아 전통음악부터 페르시아 전통음악에 이르기까지 그 영향을 남겼다. 이후 14세기에 이르기까지 음악에 투영된 이슬람 전통은 "지배의 상징"으로 받아들여졌다.
중세 이후 수피즘이 강력한 영향을 미치면서 수피 음악이 전파되기 시작하였다.  수피즘은 음악과 춤을 의식의 중요한 부분으로 여겼고 독창적인 음악 형식을 발전시켰다. 수피즘은 이란을 거쳐 인도로 유입되었고 전통 이슬람이 금기시하던 춤과 음악을 명상의 한 형식으로 수용하게 하였다.

### 현대 이란 음악의 형성
20세기에 수립된 팔라비 왕조는 이란의 문화를 서구화 하고자 노력하였다. 모하마드 레자 팔라비는 1924년 음악학교를 세우고 서양 음악 교육을 실시하였으며 뮤직 클럽을 장려하고 스스로가 자주 클럽의 연주를 들었다. 1933년 교향악단인 테헤란 심포니 오케스트라가 결성되었다. 테헤란 심포니 오케스트라는 이란 혁명 이후에도 계속하여 운영되었지만 남성 관객 앞에서 여성 가수의 독창이 금지되었고 여성 단원의 국가 연주도 금지되는 등 여성에 대한 차별이 생겼다.
1950년대 이전까지 이란 음악의 대다수는 전통 음악이었지만, 1950년대에 들어 다양한 서양의 대중음악 장르가 공연되기 시작하였다. 전기 기타로 재즈 팝을 연주하던 비겐 데르데리안은 "술탄"이라는 별칭과 함께 큰 인기를 누렸다.
1979년 이란 혁명이 일어나자 모든 대중음악과 서양음악의 공연이 금지되었다. 이러한 금지 조치는 약 20년간 유지되었다. 2000년이 되어서야 테헤란에서 로큰롤을 다시 들을 수 있게 되었다. 그러나 이 사이 이란의 대중 음악 산업은 큰 타격을 입었고 음악가들 상당 수가 이란을 떠났다. 이란을 떠난 대중음악가들은 미국 로스엔젤레스의 이란 이주민 사회에서 새롭게 음악을 시작하기도 하였다.

## 장르

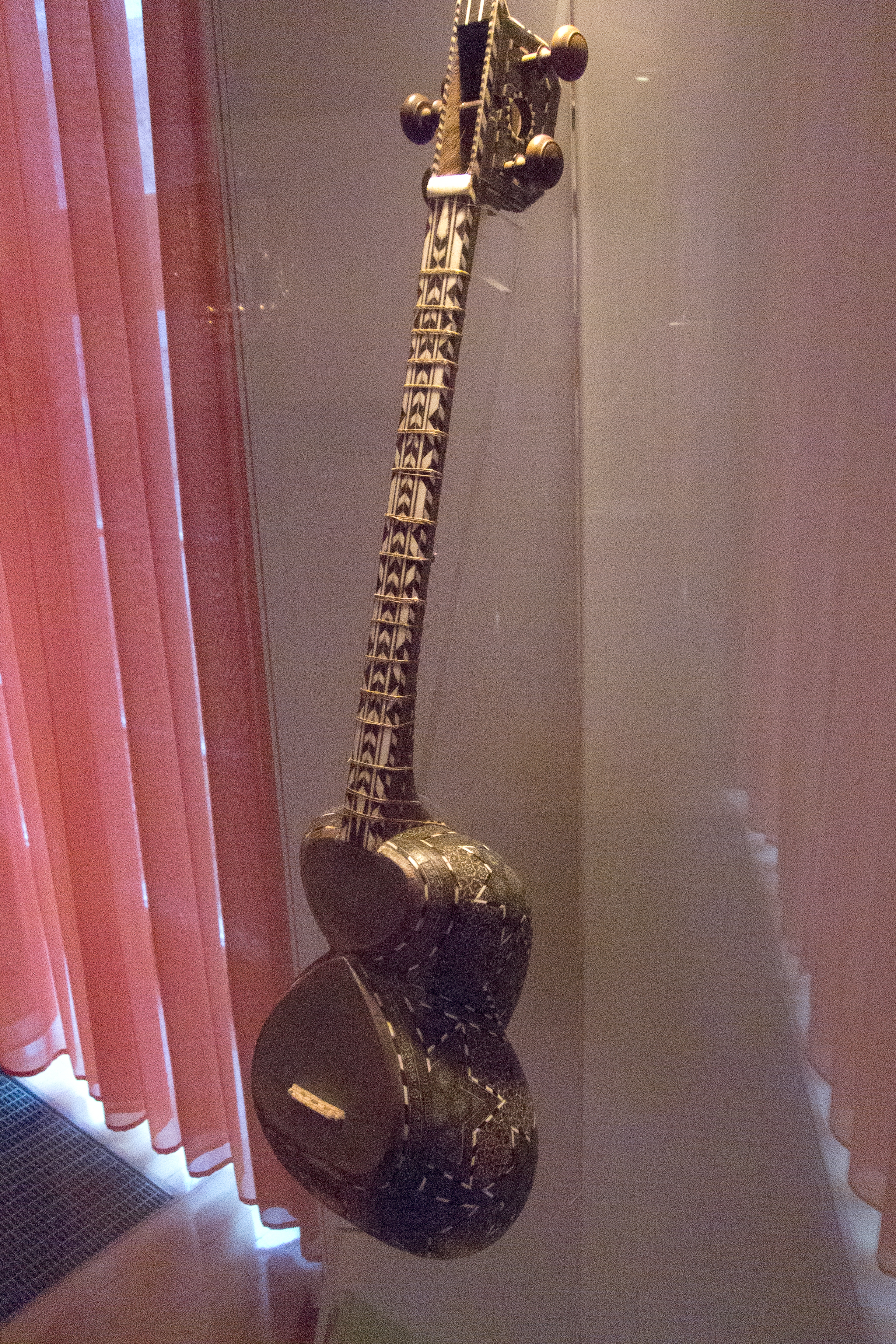
페르시아 전통 현악기 타르

### 전통음악
페르시아 전통음악은 페르시아의 전통 선법인 다스트가흐를 이용한 선율을 사용하는 전통 음악이다. 타르와 같은 현악기, 다프와 같은 타악기 등으로 이루어진다.

### 민속음악
이란의 민속음악은 지방에 따라 다양한 변화를 보인다. 이란에는 다수의 소수 민족이 있고 저마다 독창적인 민속음악을 보존하고 있다. 전통 운문으로 기록된 샤나메와 같은 옛 이야기를 시로서 낭송하는 경우와 결혼식 축가 등 다양한 노래가 전한다. 민속음악의 장르로는 결혼식 축가, 추수하며 부르는 노래, 자장가, 동요 등이 있다.

### 대중음악
이란 혁명 이전부터 계속된 대중음악 장르로는 재즈, 록과 같은 것들이 있고, 최근에는 힙합도 공연되고 있다.

## 같이 보기
- 페르시아 전통음악
- 이란 민속음악